# Атока (Оклахома)
Атока (енгл. Atoka) град је у америчкој савезној држави Оклахома.

## Демографија
По попису из 2010. године број становника је 3.107, што је 119 (4,0%) становника више него 2000. године.
| Група             | 2000.         | 2010.         |
| Белци             | 2.163 (72,4%) | 2.048 (65,9%) |
| Афроамериканци    | 344 (11,5%)   | 251 (8,1%)    |
| Азијати           | 8 (0,3%)      | 39 (1,3%)     |
| Хиспаноамериканци | 27 (0,9%)     | 122 (3,9%)    |
| Укупно            | 2.988         | 3.107         |